# دشتک سیاه
دشتک سیاه، روستایی از توابع بخش افزر شهرستان قیر و کارزین در استان فارس ایران است.

## جمعیت
این روستا در جنوب دهستان زاخرویه و در 16 کیلومتری شرق روستای تنگ کیش و در نزدیکی رودخانه ی معروف به رودخانه باز قرار دارد و براساس سرشماری مرکز آمار ایران در سال ۱۳۸۵، جمعیت آن زیر سه خانوار بوده‌ است و اما در حال حاضر بالغ بر سی خانوار از طایفه کشکولی کوچک و از تیره های مختلف کُهواده , فیلوند و لُر در منطقه سکونت دارند و به فعالیت دامداری , کشاورزی و باغداری مشغول هستند.
جاده نامناسب خاکی و صعب العبور رفت و آمد را برای اهالی روستا و عشایر منطقه سخت کرده و باعث محرومیت و عدم دسترسی به امکانات اولیه ،مراکز درمانی و بازارهای فروش محصولات گردیده است و با وجود تولیدات فراوان مرکبات و پتانسیل بالقوه بالا جهت صادرات این امر محقق نمی شود...

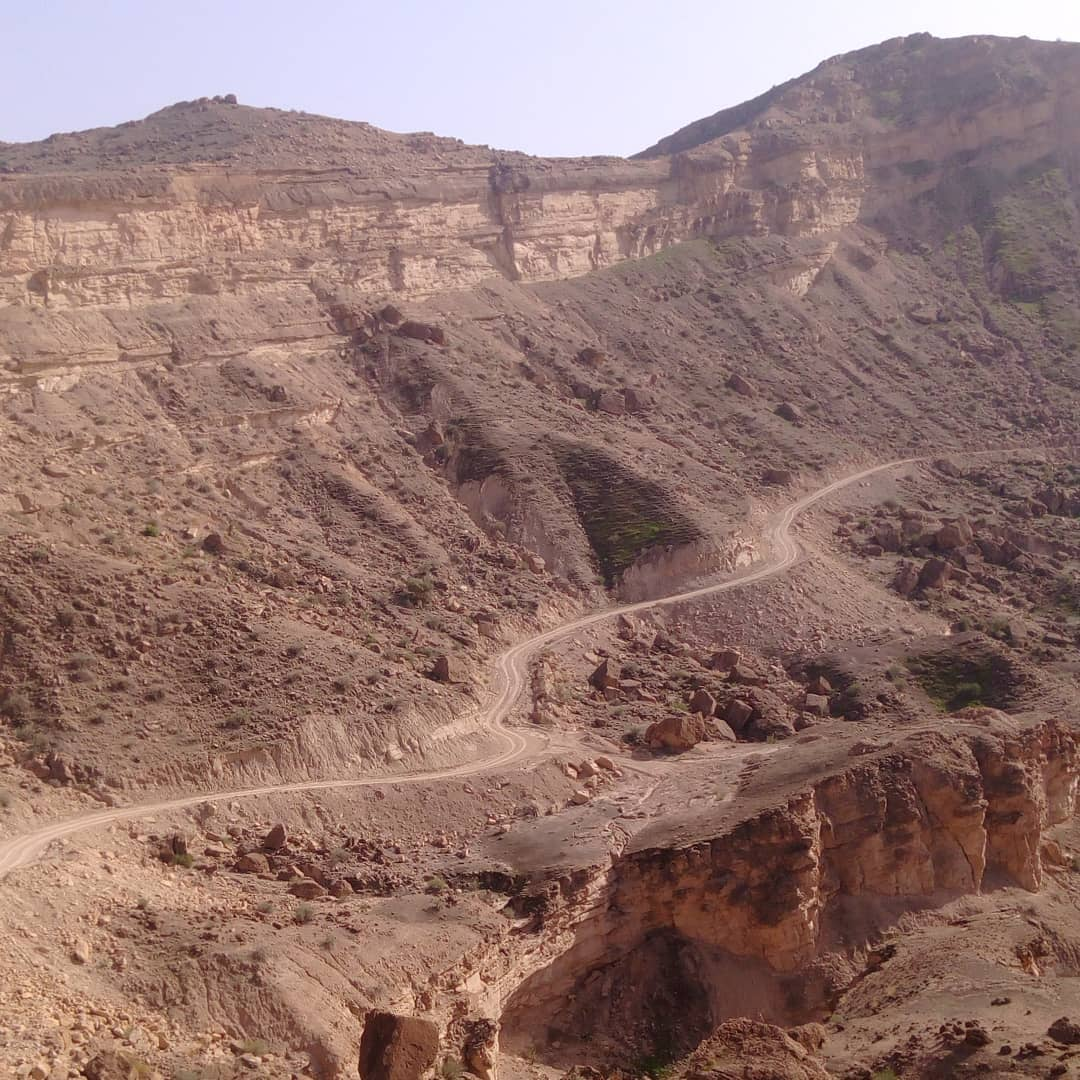
جاده دشتک سیاه

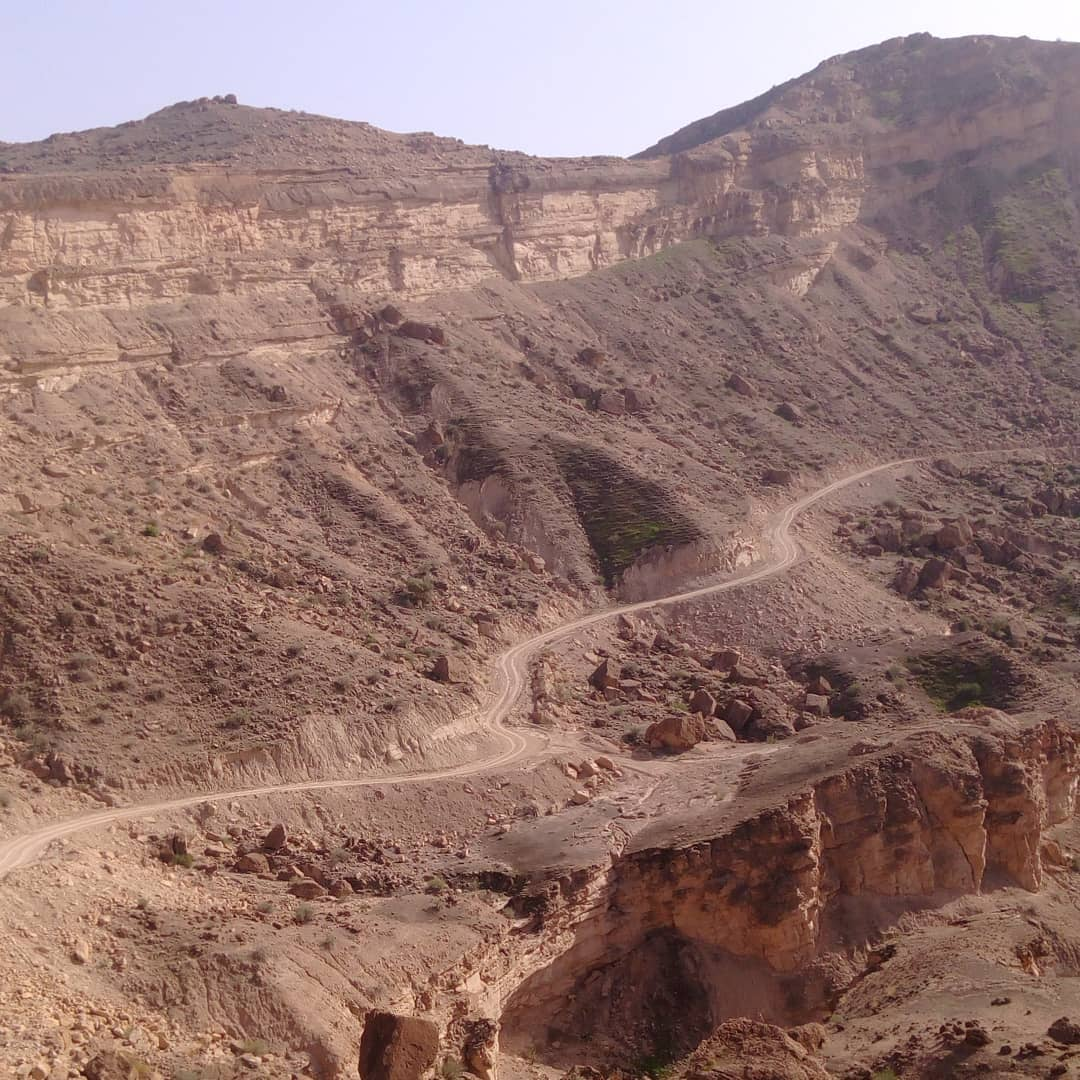
جاده صعب العبور دشتک سیاه

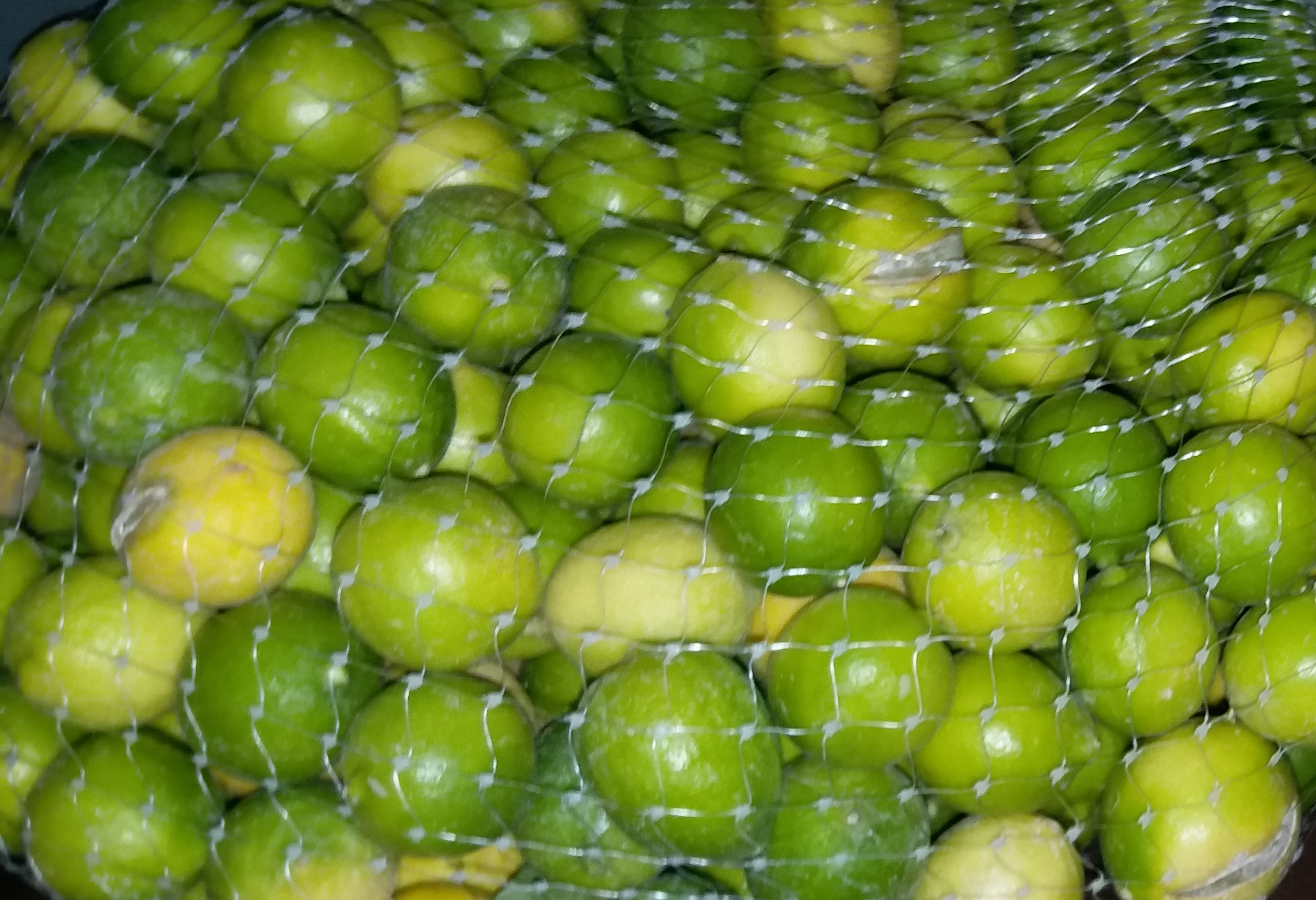
لیمو دشتک سیاه